# Zeitschrift für die Geschichte des Oberrheins
Zeitschrift für die Geschichte des Oberrheins, en français : Revue d'histoire du Rhin supérieur (en abrégé ZGO, plus rarement ZGORh) est une revue d'histoire régionale allemande fondée en 1850 par Franz Josef Mone.

## Description et histoire
À partir du 40e Volume (1886), une nouvelle série (Neue Folge, NF) est établie, mais est ensuite  abandonnée au profit du décompte continu original. En raison de la guerre, le tome 95 [NF 56] (1943) ne sera suivi du tome 96 [NF 57] qu'en 1948.
Bien que le sujet central de la revue soit le Grand-duché de Bade et qu'il existe encore aujourd'hui un lien étroit avec les Archives générales d'État de Karlsruhe (de), il est à noter que le terme Rhin supérieur concerne une zone bien plus étendue. De fait, la revue comprend aussi des articles sur le Palatinat rhénan, l'Alsace et la Suisse.

## Rédacteurs en chef (liste non exhaustive)
- Franz Josef Mone : 1850–18??
- Aloys Schulte : 1885-18??
- Karl Obser : 1897-1924
- Rudolf Sillib : 1928-1935
- Manfred Krebs : 1935-1956 (avec interruptions)
- Paul Zinsmaier : 1957-1973
- Alfons Schäfer: 1974
- Hansmartin Schwarzmaier : 1975–2002
- Volker Rödel : 2003–2015
- Wolfgang Zimmermann : depuis 2016

Le magazine est désormais publié par la Commission d'études historiques régionales du Bade-Wurtemberg (de) (KGL BW) et est publié chaque année depuis le volume 122 (1974) par la maison d'édition Kohlhammer (de).